# Michaił Orda
Michaił Siarhiejewicz Orda (biał. Міхаіл Сяргеевіч Орда, ros. Михаил Сергеевич Орда, Michaił Siergiejewicz Orda; ur. 28 września 1966 w Zdzięciole) – białoruski polityk, działacz młodzieżowy i lekarz weterynarii, w latach 2003–2006 I sekretarz Komitetu Centralnego Białoruskiego Republikańskiego Związku Młodzieży, w latach 2000–2012 deputowany do Izby Reprezentantów II, III, IV i VIII kadencji; oskarżany o udział w fałszowaniu wyborów na Białorusi i w represjach wobec oponentów władzy Alaksandra Łukaszenki.

## Życiorys
Urodził się 28 września 1966 roku w osiedlu typu miejskiego Zdzięcioł, w obwodzie grodzieńskim Białoruskiej SRR, ZSRR. Ukończył Witebski Instytut Weterynaryjny, uzyskując wykształcenie lekarza weterynarii i Rosyjską Akademię Wydziału Służby Publicznej przy Prezydencie Federacji Rosyjskiej ze specjalnością „administracja publiczna i komunalna”.
Pracę rozpoczął jako ślusarz w kołchozie „Rosja” w rejonie zdzięcielskim. Odbył służbę wojskową w szeregach Armii Radzieckiej. Następnie był dowódcą sztabu okręgowego oddziałów studenckich obwodu witebskiego, dyrektorem obwodowej ochotniczej służby pracy młodzieży, prezesem Republikańskiej Asocjacji Międzynarodowych Wymian Młodzieży i Turystyki w Mińsku. Pełnił funkcję II sekretarza Komitetu Centralnego Białoruskiego Patriotycznego Związku Młodzieży. Zrezygnował z niej 27 marca 2001 roku w związku z rozpoczęciem pracy w parlamencie. Od 25 marca 2003 do 1 sierpnia 2006 pełnił funkcję I sekretarza Komitetu Centralnego Białoruskiego Republikańskiego Związku Młodzieży. Był doradcą prezydenta Białorusi ds. obwodu grodzieńskiego. 
21 listopada 2000 roku został deputowanym do Izby Reprezentantów Zgromadzenia Narodowego Republiki Białorusi II kadencji z Lidzkiego Wiejskiego Okręgu Wyborczego Nr 57. Pełnił w niej funkcję zastępcy przewodniczącego Stałej Komisji ds. Budownictwa Państwowego, Samorządu Lokalnego i Regulacji. Był szefem grupy deputackiej „Przyjaciele Bułgarii” i członkiem grupy deputackiej „Jedność”. Jednocześnie był deputowanym do Zgromadzenia Parlamentarnego Związku Białorusi i Rosji II kadencji. Wchodził w nim w skład Komisji ds. Prawodawstwa i Regulacji. W 2004 roku został deputowanym Izby Reprezentantów III kadencji z tego samego okręgu wyborczego. Pełnił w niej funkcję zastępcy przewodniczącego tej samej komisji. 27 października 2008 roku został deputowanym do Izby Reprezentantów IV kadencji ze Zdzięcielskiego Okręgu Wyborczego Nr 55. Od 31 października 2008 roku pełnił w niej funkcję zastępcy przewodniczącego tej samej komisji. Od 13 listopada 2008 roku był członkiem Narodowej Grupy Republiki Białorusi w Unii Międzyparlamentarnej. Był także szefem grupy Zgromadzenia Narodowego ds. Współpracy z Parlamentem Republiki Bułgarii oraz członkiem Delegacji Narodowej Zgromadzenia Parlamentarnego OBWE. Wchodził w skład Rady ds. Koordynacji Działalności Kontroli Państwowej w Republice Białorusi.
W latach 2014–2024 stał na czele Federacji Związków Zawodowych Białorusi. W latach 2016–2019 był członkiem Rady Republiki VI kadencji. W wyborach prezydenckich w 2015 i 2020 roku stanął na czele grupy inicjatywnej Aleksandra Łukaszenki. W 2024 roku w wyniku wyborów został deputowanym do Izby Reprezentantów Zgromadzenia Narodowego Republiki Białorusi VIII kadencji.

## Oskarżenia o udział w łamaniu praw człowieka
Według raportu przygotowanego przez polską Fundację Wolność i Demokracja, Michaił Orda brał udział w fałszowaniu wyborów parlamentarnych i prezydenckich, a także współpracował z Komitetem Bezpieczeństwa Państwowego w zakresie represji politycznych. 2 lutego 2011 roku znalazł się na liście pracowników organów administracji Białorusi, którzy za udział w domniemanych fałszerstwach i łamaniu praw człowieka w czasie wyborów prezydenckich w 2010 roku otrzymali zakaz wjazdu na terytorium Unii Europejskiej.
20 listopada 2020 został umieszczony na listach sankcyjnych Litwy, Łotwy i Estonii (zakaz wjazdu oraz blokada aktywów).

## Odznaczenia
- Podziękowanie Prezydenta Republiki Białorusi;
- Gramota Pochwalna Administracji Prezydenta Republiki Białorusi;
- Gramota Pochwalna Zgromadzenia Narodowego Republiki Białorusi[1].

## Życie prywatne
Michaił Orda jest żonaty, ma syna i córkę.